# Winterthur Group
Die «Winterthur» Schweizerische Versicherungs-Gesellschaft war ein international tätiger Schweizer Versicherungskonzern mit Sitz in Winterthur. Sie war eines der zehn grössten Versicherungsunternehmen Europas. Die Unternehmensgruppe, die seit 1997 Teil der Credit Suisse Group war, wurde per Ende 2006 vom französischen Versicherungskonzern Axa übernommen und in den Konzern integriert.

## Geschichte
Die Gründung des Unternehmens erfolgte am 1. Juli 1875 in Winterthur als «Schweizerische Unfallversicherungs-Aktiengesellschaft». In den Jahren 1875 bis 1882 erweiterte das Unternehmen seine Geschäftstätigkeit nach Deutschland, in die Beneluxstaaten, nach Frankreich, Österreich-Ungarn und Italien. 1879 wechselte man zum ersten Mal mit dem Hauptsitz ins Haus zum Warteck, verliess dieses jedoch bereits sechs Jahre später wieder, um ins heutige Bezirksgebäude zu ziehen. 1900 nahm die Winterthur auch andere Versicherungszweige in die Produktpalette auf. Am 8. Februar 1923 erfolgte die Gründung der «Winterthur-Leben». Unter dem Druck der politischen Entwicklung expandierte die Winterthur 1936 in die Vereinigten Staaten.

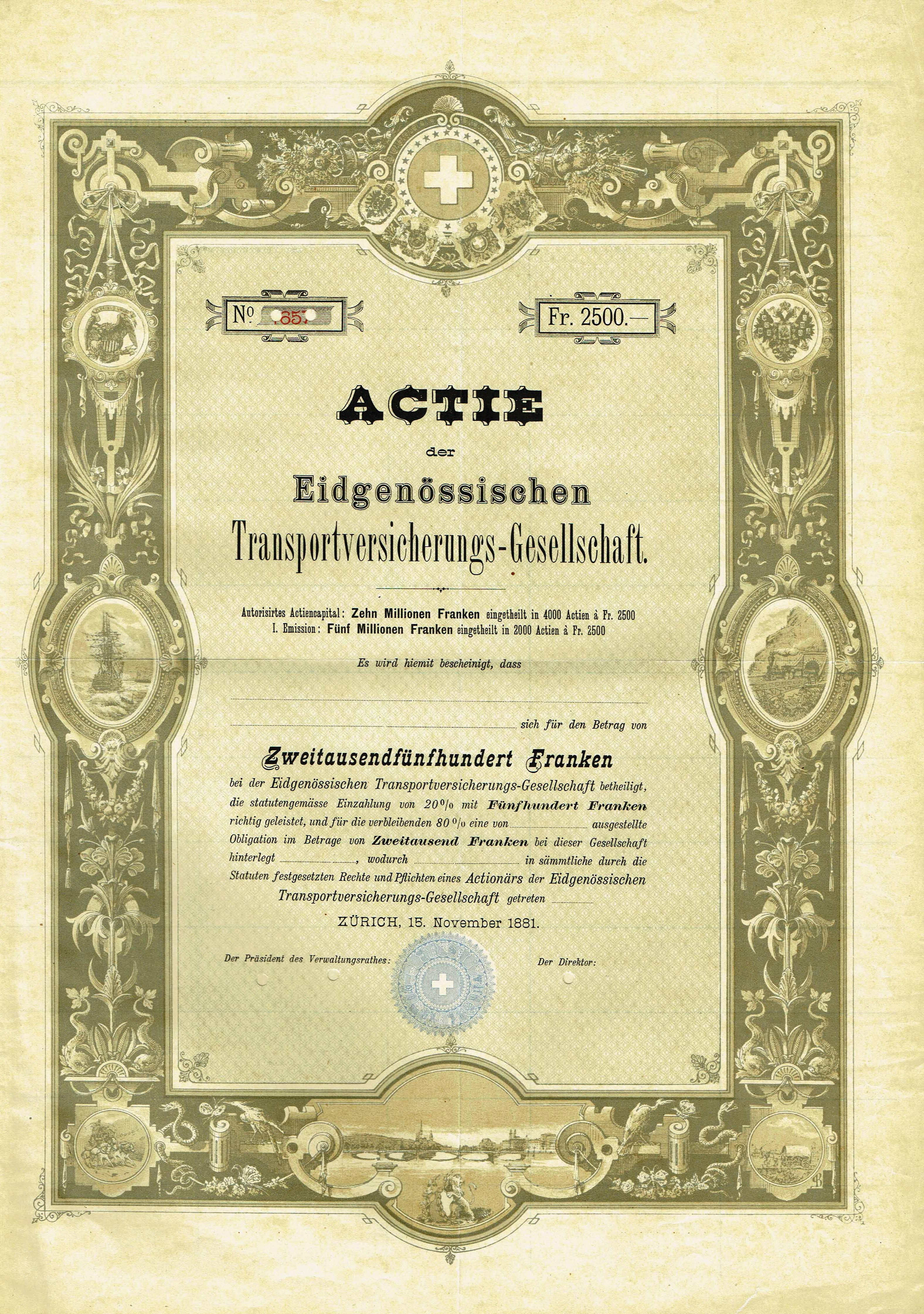
Gründeraktie der Eidgenössischen Transportversicherungs-Gesellschaft vom 15. November 1881

1963 übernahmen die Winterthur Versicherungen die im Sach- und Transportversicherungsbereich tätige «Eidgenössische Versicherungs-AG», die 1911 aus der 1881 gegründeten «Eidgenössischen Transportversicherungs-Gesellschaft» entstanden war. Diese Übernahme half den Winterthur Versicherungen auf dem Weg zum Allbranchen-Versicherer.
Rund 100 Jahre nach der Gründung erfolgte 1975 die Umbenennung des Unternehmens in «Winterthur» Schweizerische Versicherungs-Gesellschaft, wobei das Unternehmen nach aussen unter der Kurzform Winterthur Versicherungen und der Wortbildmarke «Winterthur» auftritt.
Die Winterthur-Rechtsschutzversicherungs-Gesellschaft wurde 1978 gegründet, 1988 erfolgte die Übernahme der Neuenburger Versicherungsgruppe, an der die Winterthur bereits seit 1929 Beteiligungen besessen hatte, und 1990 wurde die Winterthur Financial Services AG (WFS) gegründet.
Die stetig wachsende Winterthur-Gruppe begann 1996 eine Zusammenarbeit mit der Credit Suisse Group (CSG) unter der damaligen Leitung von Peter Spälti, wobei das Joint Venture Winterthur Columna entstand. Aus der Zusammenarbeit wurde bereits 1997 ein Zusammenschluss der Winterthur-Gruppe und der CSG, die, ähnlich wie die Allianz, die Wandlung zu einem Allfinanzkonzern beabsichtigte. Bei der Übernahme wurde die Winterthur mit 12,5 Milliarden Schweizer Franken bewertet.
Im Laufe des Jahres 1998 wurden die nun teilweise doppelt vorhandenen Versicherungsgesellschaften innerhalb der CSG konsolidiert. Der neue CSG-Geschäftsbereich Credit Suisse Financial Services wurde im Jahr 2000 formiert und umfasste künftig die Geschäftsbereiche Winterthur Versicherungen und Winterthur-Leben. Im Zuge der Konsolidierung wurden auch weitere Geschäftsbereiche zusammengelegt. Unter anderem wurde 1999 die Liegenschaftsabteilung der Winterthur mit den Real-Estate-Asset-Management-Aktivitäten der Credit Suisse zusammengelegt und daraus die Wincasa AG als hundertprozentige Tochtergesellschaft der Credit Suisse Group gegründet.
Im Rahmen eines Strategiewechsels im Jahre 2004 stufte die CSG die Winterthur zur reinen Finanzbeteiligung zurück und stellte einen Verkauf oder Börsengang in Aussicht. Damit wurde die Idee des Allfinanzkonzerns aufgegeben. Nachdem kein Käufer gefunden worden war, der bereit war, die Preisvorstellungen der CSG zu erfüllen, wurden die Aktivitäten für einen Börsengang vorangetrieben. Ende März 2006 wurde der Schweizer Versicherungskonzern in der Bilanz der Bank mit 9,4 Milliarden Schweizer Franken geführt.
Mitte März 2006 veräusserte die Winterthur Group ihr unter der Marke Wincare zusammengefasstes Krankenversicherungsgeschäft in der Schweiz sowie ihr Einzelkranken- und Einzelunfallversicherungsgeschäft an die Sanitas Krankenversicherung.
Am 14. Juni 2006 gaben Winterthur und Axa die vollständige Übernahme des Schweizer Versicherungskonzerns für einen Preis von 7,9 Milliarden Euro (= 12,3 Mrd. CHF) bekannt. Die ausländischen Aktivitäten der Winterthur wurden in den Axa-Konzern aufgelöst. Das Schweizer Stammhaus der Winterthur wurde mit der bisherigen Schweizer Tochtergesellschaft von Axa fusioniert und Ende März 2008 in AXA Versicherungen AG umbenannt. Unter dem Markenauftritt Axa Winterthur deckte sie bis zum 28. Februar 2018 für den Axa-Konzern den Schweizer Markt ab. Seit dem 1. März 2018 wird der Zusatz «Winterthur» weggelassen.

### Kennzahlen
In seinem letzten Geschäftsjahr vor seiner Auflösung beschäftigte der Winterthur-Konzern knapp 19'000 Mitarbeiter, davon 4'700 in Deutschland, und erzielte ein Prämienvolumen von 27,3 Milliarden Franken.

## Tochtergesellschaften

### Übersicht
Die Winterthur-Gruppe war in mehreren Ländern tätig, wobei der Schwerpunkt in Europa lag. In Europa fanden sich Niederlassungen neben der Schweiz in Deutschland, Spanien, Belgien, den Niederlanden, Luxemburg und Grossbritannien. Einen weiteren Schwerpunkt bildete Mitteleuropa (im Pensionskassengeschäft) mit Niederlassungen in Tschechien, der Slowakei, Polen und Ungarn. Ausserhalb von Europa war die Gesellschaft in den Vereinigten Staaten, auf Bermuda sowie im asiatischen Raum in Japan, China, Hongkong, Taiwan und Indonesien tätig.

### DBV-Winterthur
Eine wichtige Tochtergesellschaft war die DBV-Winterthur Holding in Deutschland, die seit 2006 in Axa integriert ist.